# Virei
Virei è una municipalità dell'Angola appartenente alla provincia di Namibe. Ha 9.096 abitanti (stima del 2006) ed una superficie di 15.092 km².
Il capoluogo è Virei.